# Командирство Дайфан

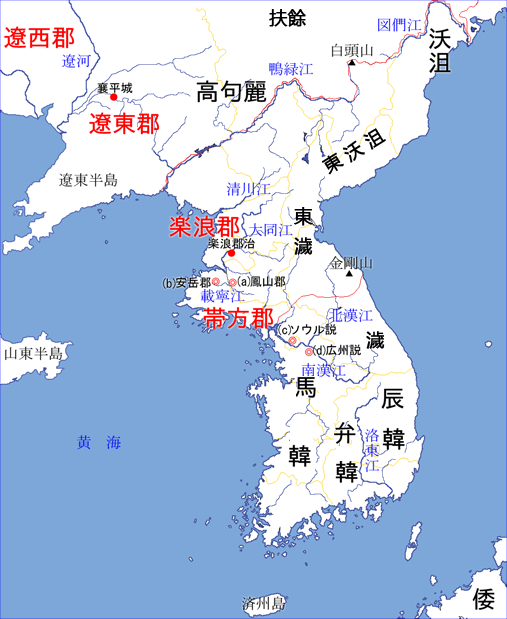

Командирство Дайфан (спрощ.: 帯方郡; кит. трад.: 帶方郡; піньїнь: dàifāng jùn, дайфан цзюнь) — командирство китайської династії Хань в північно-західній частині Корейського півострова. Існувало протягом 204–313 років. Утворено в результаті поділу командирства Лолан. Китайський військовий, політичний, економічний та культурний центр в Кореї. Головне місце контактів китайців із корейськими племенами хан і японськими ва. Управлялося командиром тайшоу, який керував адміністрацією і військом командирства. Адімінстивно-політичний центр командирства знаходився південніше сучасного Пхеньяну.
Складалося з 7 префектур:
- Дайфан (帶方)
- Лєкоу (列口)
- Наньсінь (南新)
- Чанцзен (長岑)
- Тісі (提奚)
- Ханьцзі (含資)
- Хаймін (海冥)